# Daniel Hope
Daniel Hope (Durban, 17 de agosto de 1973) es un violinista, director, autor y productor.

## Biografía

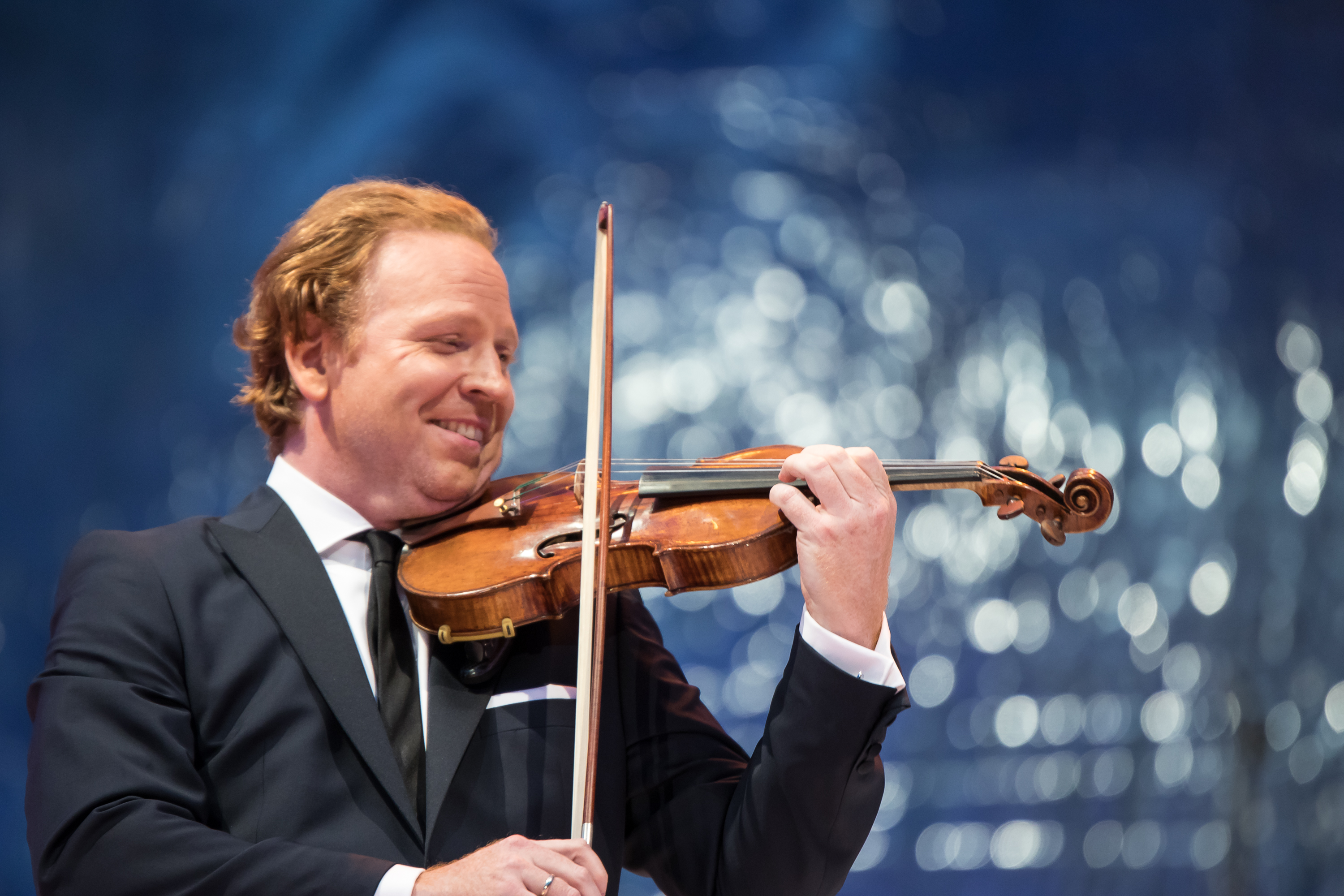

Nació en Durban, hijo del novelista Christopher Hope, de ascendencia irlandesa y judeo-alemana por parte su madre, sus abuelos originales de Berlín huyeron durante el nazismo. Su madre, Eleanor Klein-Hope, fue asistente y luego manager de Yehudi Menuhin en Inglaterra donde arribaron cuando Daniel tenía seis meses porque su padre debió exilarse por su posición anti-apartheid. Estudió en la Yehudi Menuhin School en Stoke d'Abernon. En la Royal Academy of Music, y en Lübeck donde se perfeccionó con Zakhar Bron.
Hope en 2002 se convirtió en el más joven integrante del Beaux Arts Trio. En 2008 dejó el grupo para seguir una carrera solista.
Fue director asociado del Savannah Music Festival. Desde 2015 es director de la Zurich Chamber Orchestra, y de la New Century Chamber Orchestra.
Hope toca en un violín Guarneri de 1742 llamado "ex-Lipinski" por haber pertenecido al famoso violinista polaco Lipinski.
Ha sido objeto de diversos documentales, como The Secrets of the Violin en 2013 y Daniel Hope, the Sound of Life en 2017. En 2007 realizó un trabajo documental y discográfico Refugio en música sobre la música en el campo de concentración de Terezín con Anne Sofie von Otter, donde entrevista a Alice Herz-Sommer e interpreta la sonata para violín solo de Erwin Schulhoff.
Graba para Deutsche Grammophon y en 2016 fue el presentador del Eurovision Young Musicians 2016 en Colonia, Alemania.
Desde 2020 es también director de la Beethoven House en Bonn y de las actividades artísticas de la Frauenkirche (Dresde).
El 27 de enero de 2010 fue designado para tocar el Kaddisch de Maurice Ravel en el Bundestag berlinés en conmemoración del Día Conmemorativo de las Víctimas del Nacionalsocialismo.
Desde 2016 reside en Berlin con su esposa e hijos y es ciudadano alemán.
Durante la pandemia del COVID-19, realizó transmisiones desde el living de su casa completando 34 sesiones de música con famosos músicos del ámbito clásico alcanzado 2 500 000 visitas en pocos días.

## Premios y distinciones
- 2004: ECHO Klassik: Newcomer of the Year (Violin Concertos – Alban Berg, Benjamin Britten)

- 2006: ECHO Klassik: Chamber Music Recording of the Year (East Meets West)

- 2006: ECHO Klassik: Musician of the Year (Dmitri Shostakovitch, Violin Concertos 1 & 2)

- 2008: ECHO Klassik: Concert Recording of the Year (Mendelssohn (Chamber Orchestra of Europe, Thomas Hengelbrock))

- 2009: ECHO Klassik: Concert Recording of the year (Vivaldi)

- 2013: ECHO Klassik: Classic without Borders (Recomposed by Max Richter)

- 2017: ECHO Klassik: Classic without Borders (For Seasons)[10]

- 2017: Orden del Mérito de la República Federal de Alemania

## Discografía
- 2001: Elgar – Walton – Finzi (Nimbus)

- 2004: East meets West (Warner Classics)

- 2004: Berg & Britten Violin Concertos (Warner Classics)

- 2006: Bach (Warner Classics)

- 2006: Shostakovich (Warner Classics)

- 2007: Mendelssohn (Deutsche Grammophon)

- 2007: Terezín - Theresienstadt - Anne Sofie von Otter , Christian Gerhaher (Deutsche Grammophon)

- 2008: Vivaldi (Deutsche Grammophon)

- 2009: AIR – a baroque journey (Deutsche Grammophon)

- 2011: The romantic violinist – a tribute to Joseph Joachim (Deutsche Grammophon)

- 2012: Recomposed by Max Richter: Vivaldi – The Four Seasons (Deutsche Grammophon)

- 2013: Spheres; Ludovico Einaudi, Philip Glass, Gabriel Fauré, , Arvo Pärt, Alex Baranowski, Max Richter, Aleksey Igudesman, Karl Jenkins, Johann Sebastian Bach, Michael Nyman  (Deutsche Grammophon)

- 2014: Escape to Paradise – The Hollywood Album; Miklós Rózsa, Erich Wolfgang Korngold, Mario Castelnuovo-Tedesco, Hanns Eisler, Eric Zeisl, Franz Waxman, Kurt Weill, Ennio Morricone, John Williams,  (Deutsche Grammophon)

- 2016: My Tribute to Yehudi Menuhin (Deutsche Grammophon)

- 2017: For Seasons (Deutsche Grammophon)

- 2018: Journey to Mozart (Deutsche Grammophon)

## Autor
- Daniel Hope, Susanne Schädlich, Familienstücke: eine Spurensuche, 2007 ISBN=978-3-498-06391-7[11]
- Daniel Hope, Wann darf ich klatschen?, 2009, ISBN=978-3-498-00665-5
- Daniel Hope, Toi, toi, toi! Pannen und Katastrophen in der Musik, 2011, ISBN=978-3-498-03013-1
- Daniel Hope: Sounds of Hollywood – Wie europäische Emigranten die amerikanische Filmmusik erfanden.2015, ISBN 978-3-498-03023-0.